# العلاقات الأرمنية الصينية
العلاقات الأرمينية الصينية هي العلاقات الثنائية التي تجمع بين أرمينيا والصين.

## مقارنة بين البلدين
هذه مقارنة عامة ومرجعية للدولتين:
| وجه المقارنة                                              | أرمينيا                    | الصين                    |
| --------------------------------------------------------- | -------------------------- | ------------------------ |
| المساحة (كم2)                                             | 29.74 ألف                  | 9.60 مليون               |
| عدد السكان (نسمة)                                         | 2.93 مليون                 | 1.33 مليار               |
| الكثافة السكانية (ن./كم²)                                 | 98.52                      | 138.54                   |
| العاصمة                                                   | يريفان                     | بكين                     |
| اللغة الرسمية                                             | لغة أرمنية                 | اللغة الصينية القياسية   |
| العملة                                                    | درام أرميني                | رنمينبي                  |
| الناتج المحلي الإجمالي (بليون دولار)                      | 11.54 مليار                | 12.24 تريليون            |
| الناتج المحلي الإجمالي (تعادل القوة الشرائية) بليون دولار | 25.41 مليار                | 19.82 تريليون            |
| الناتج المحلي الإجمالي الاسمي للفرد دولار أمريكي          | 3.49 ألف                   | 8.03 ألف                 |
| الناتج المحلي الإجمالي للفرد دولار أمريكي                 | 8.07 ألف                   | 13.21 ألف                |
| مؤشر التنمية البشرية                                      | 0.743                      | 0.728                    |
| رمز المكالمات الدولي                                      | +374                       | +86                      |
| رمز الإنترنت                                              | .am، .հայ ‏                 | .cn، .中国 ‏، .中國 ‏      |
| المنطقة الزمنية                                           | ت ع م+04:00، توقيت أرمينيا | توقيت الصين، ت ع م+08:00 |

## مدن متوأمة
في ما يلي قائمة باتفاقيات التوأمة بين مدن أرمينية وصينية:
- ترتبط يريفان مع شانغهاي باتفاقية توأمة منذ 1998.[14][14][14][14]

## منظمات دولية مشتركة
يشترك البلدان في عضوية مجموعة من المنظمات الدولية، منها:
| علم المنظمة | اسم المنظمة                               | تاريخ انضمام أرمينيا | تاريخ انضمام الصين |
| ----------- | ----------------------------------------- | -------------------- | ------------------ |
|             | بنك التنمية الآسيوي                       | 2005                 | 1986               |
|             | مؤسسة التنمية الدولية                     | 25 أغسطس 1993        | 24 سبتمبر 1960     |
|             | يونسكو                                    | 9 يونيو 1992         | 4 نوفمبر 1946      |
|             | وكالة ضمان الاستثمار متعدد الأطراف        | 5 ديسمبر 1995        | 30 أبريل 1988      |
|             | الأمم المتحدة                             | 2 مارس 1992          | 25 أكتوبر 1971     |
|             | الفريق المعني برصد الأرض                  | ?                    | ?                  |
|             | الاتحاد البريدي العالمي                   | ?                    | ?                  |
|             | البنك الدولي للإنشاء والتعمير             | 16 سبتمبر 1992       | 27 ديسمبر 1945     |
|             | الاتحاد الدولي للاتصالات                  | 30 يونيو 1992        | 1 سبتمبر 1920      |
|             | منظمة حظر الأسلحة الكيميائية              | ?                    | ?                  |
|             | مؤسسة التمويل الدولية                     | 18 أبريل 1995        | 15 يناير 1969      |
|             | المركز الدولي لتسوية المنازعات الاستشارية | 16 أكتوبر 1992       | 6 فبراير 1993      |
|             | منظمة التجارة العالمية                    | 5 فبراير 2003        | 11 ديسمبر 2001     |
|             | منظمة الشرطة الجنائية الدولية             | ?                    | ?                  |

## وصلات خارجية
- موقع وزارة الخارجية الأرمينية
- موقع وزارة الخارجية الصينية